# Мотковице
Мотковице (пол. Motkowice) — деревня в Польше, расположенная в Свентокшиском воеводстве, в Енджеювском повяте, в гмине Имельно.
В период 1975—1998 деревня административно относилась к Келецкому воеводству.

## История
Деревня существует, по крайней мере, с XV века.
В XIX веке Мотковице была деревней, которая лежит на дороге с Имельно в Киев. Была начальная школа, ликеро-водочный завод, лесопилка, кирпичный завод. Имелись также три водяные мельницы и залежи торфа.